# Tarsius tumpara
Tarsius tumpara är en art av spökdjur som lever på ön Siau norr om Sulawesi i Indonesien.  Vedertaget svenskt namn saknas.  Fram tills nyligen betraktades Tarsius tumpara som samma art som Tarsius sangirensis på grannön Sangir, men sedan 2006 är det en egen art
Bevarandestatus: akut hotad. Arten räknas som en av de 25 mest hotade primaterna i världen). 
Artens existens som ett separat taxon förutsågs av den hybridbiogeografiska hypotesen för Sulawesi.  Resonemanget bakom förutsägelsen var existensen av en geografisk diskontinuitet mellan Sulawesis nordspets, och spökdjurspopulationen på Sangir 200 km norrut.  Däremellan är det djupt hav, med tre små ögrupper, Pulau Biaro, Pulau Tahulandang/Ruang, and Siau.  Alla dessa öar, inklusive Sangir, är delar av samma vulkankedja.   Vulkankedjor, som Galapagos och Hawaii, består av öar som oberoende av varandra byggs upp från havsbotten.  Under sådana omständigheter koloniseras öarna oberoende av varandra och förblir geografiskt isolerade.  Detta leder till utpräglad endemism.  De tre ovannämnda ögrupperna genomsöktes efter spökdjur 2004 och 2005, men sökandet gav resultat bara på Siau.

## Anatomi
Tarsius tumpara är en liten primat, som liknar den sannolikt närbesläktade Tarsius sangirensis, och även Tarsius tarsier.  Den är något större än de flesta andra spökdjur, inklusive T sangirensis.  Pälsen är gråare än hos T sangirensis, och svanstofsen är ljus och gles.  Skallen är överlag större, men något smalare över ögonen. Dess läten består bara av en ton, till skillnad från de tvåtoniga lätena hos T sangirensis.

## Ekologi
Mycket lite är egentligen känt om arten.  Den har inte direkt studerats i vilt tillstånd.  Liksom övriga spökdjur verkar Tarsius sangirensis vara ett rent rovdjur, som jagar på natten och främst lever på insekter (skalbaggar, gräshoppor, fjärilar med mera) och små ryggradsdjur.  Såvitt känt uppträder den inte i större grupper än två, och för överlag en mycket diskret tillvaro, kanske som anpassning mot rovdjur och även mänskliga jägare.  På Siau jagas spökdjuren av lokalbefolkningen för köttets skull.